# Merdeka 118
El Merdeka 118, también conocido como PNB 118 o KL118, es un rascacielos neofuturista de 118 pisos y 679 metros ubicado en Kuala Lumpur, Malasia. La torre Merdeka PNB118, contando la antena de más 150m, es el edificio más alto de Malasia, el edificio más alto del sudeste asiático y el segundo edificio más alto del mundo, siendo solo superado por el Burj Khalifa.

## Fondo
El desarrollo de Merdeka 118 (todo el recinto) está financiado por Permodalan Nasional Berhad (PNB), con un presupuesto de RM5 mil millones.
Desde que se completó en 2023, la torre es el edificio más alto de Malasia, tiene 400,000 metros cuadrados (4,300,000 pies cuadrados) de espacio destinado a residencias, oficinas y hoteles.
El rascacielos consta de 100 plantas de espacio rentable, de las cuales están incluidas 83 plantas destinadas a oficinas, 12 plantas destinadas para hoteles, 5 plantas destinadas a residencias y un centro comercial minorista. Asimismo, cuenta con instalaciones recreativas y de mantenimiento, así como espacios de estacionamiento para hasta 8,500 vehículos.

## Sitio
La torre se sitúa en Petaling Hill, una colina de baja densidad directamente al sureste del histórico casco antiguo de Kuala Lumpur, en la ubicación del antiguo Parque Merdeka (que posteriormente se reutilizó en un aparcamiento al aire libre). El sitio se encuentra en la vecindad de una serie de hitos históricos con poco desarrollo moderno: estadios deportivos de la era de la Independencia, incluidos el Estadio Merdeka, el Estadio Nacional y el Estadio Chin Woo, los terrenos escolares de antes de la guerra de la Escuela Metodista de Niños, la Institución Victoria y el estancado proyecto Plaza Rakyat (a través de la línea Ampang). El desarrollo de Merdeka 118, también tiene acceso a la nueva línea MRT Sungai Buloh-Kajang, excavada debajo del extremo sur del casco antiguo de Kuala Lumpur.

## Arquitectura
La torre está diseñada con una mezcla de facetas en forma de diamante para representar la diversidad de los malayos. Se dice que el edificio de vidrio y acero con su aguja se parece a la mano levantada de Tunku Abdul Rahman cuando proclamó la independencia en el estadio Merdeka. Los ingenieros estructurales son Leslie E. Robertson Associates y Robert Bird Group. La firma de diseño e ingeniería ambiental Neapoli Group fue empleada para proporcionar servicios de consultoría para lograr la calificación Platinum con tres organismos de certificación de Green Building: LEED, Green Building Index (GBI) y GreenRE.

## Progreso
El trabajo de apilamiento y cimentación del proyecto fue otorgado a Pintaras Geotechnics Sdn Bhd.
Permodalan Nasional Bhd preseleccionó seis grupos para diversos trabajos de construcción, como UEM Group Bhd-Samsung, IJM Corp Bhd-Norwest Holdings Sdn Bhd- Shimizu Corp, Malaysian Resources Corp Bhd -China State Construction Engineering Corp, WCT Bhd-Arabtec Construction LLC, TSR Capital Bhd-Daewoo Group y Seacera Group Bhd-Spaz Sdn Bhd-Sinohydro Corp-Shanghai Construction Group. Estas compañías presentaron sus ofertas antes del 28 de enero de 2015. 
KONE, un grupo finlandés, suministró alrededor de 87 ascensores y escaleras mecánicas para el proyecto. 
El 23 de noviembre de 2015, PNB anunció que se había adjudicado un contrato por valor de RM 3.400 millones a la empresa conjunta de Samsung C&T de Corea del Sur y UEM Group Bhd. 
El 27 de febrero de 2018, se anunció que Park Hyatt abriría un hotel en Merdeka 118. El Park Hyatt Kuala Lumpur ocupará los 17 pisos superiores del edificio; está programado para tener 232 unidades, incluidas 28 suites y 30 apartamentos.

## Crítica
Muchos malayos han criticado este proyecto agregado que es innecesario y un desperdicio de fondos públicos. Por un monto de más de RM 5 mil millones, se dice que el dinero podría haberse utilizado mejor para otras causas prácticas, como la educación y la atención médica, que se ha ido deteriorando cada vez más en el país. En respuesta a las críticas, el ex Primer Ministro Najib Razak, quien eventualmente estaría directamente involucrado en el escándalo de 1MDB, afirmó que el proyecto no era un desperdicio y que «aportaría más beneficios» al generar «oportunidades económicas».

## Galería

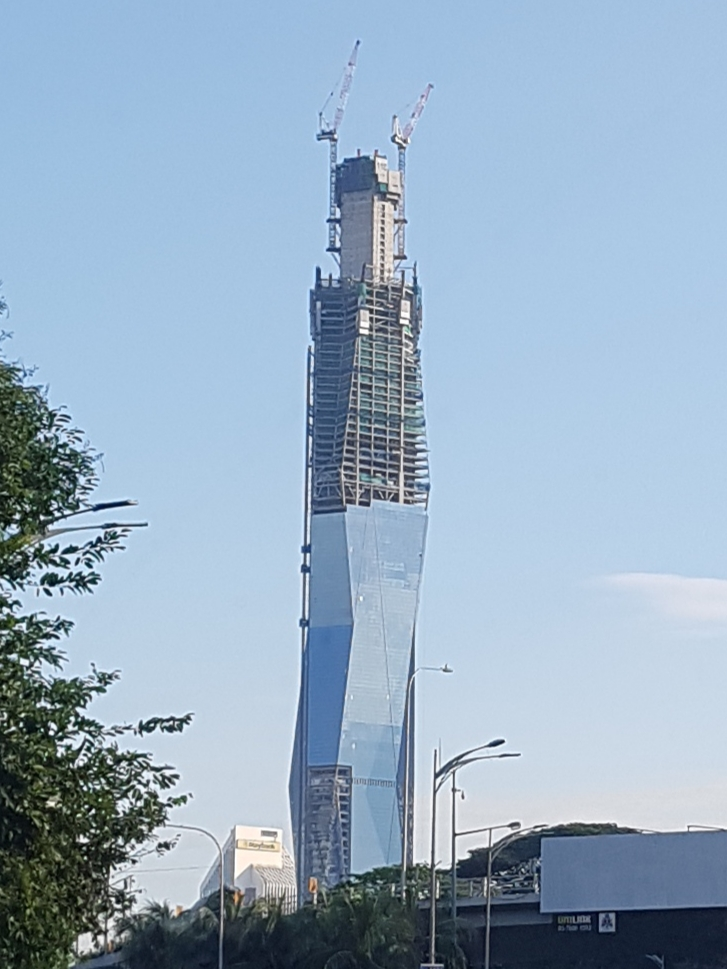
Julio de 2020
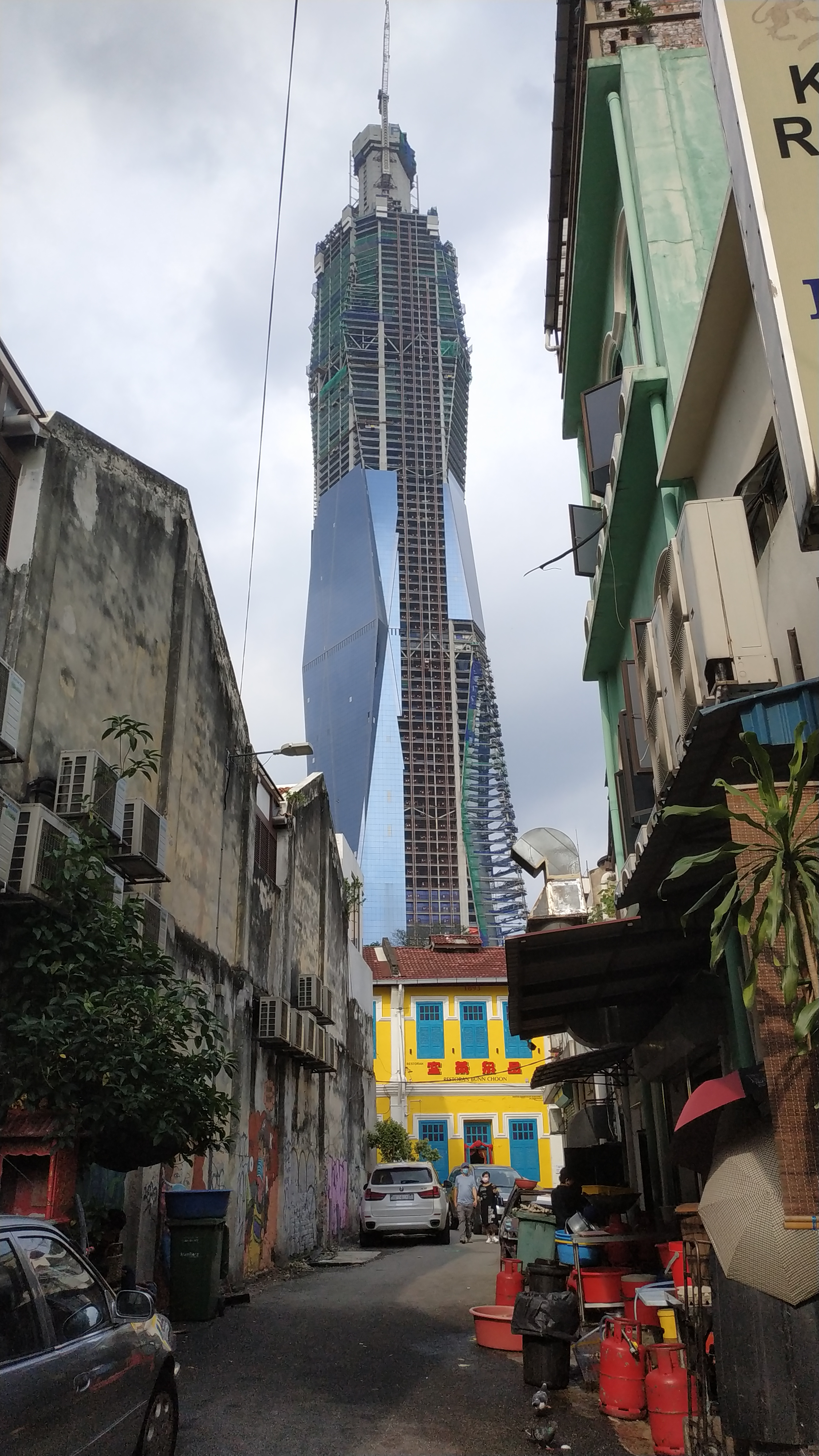
Mayo 2020
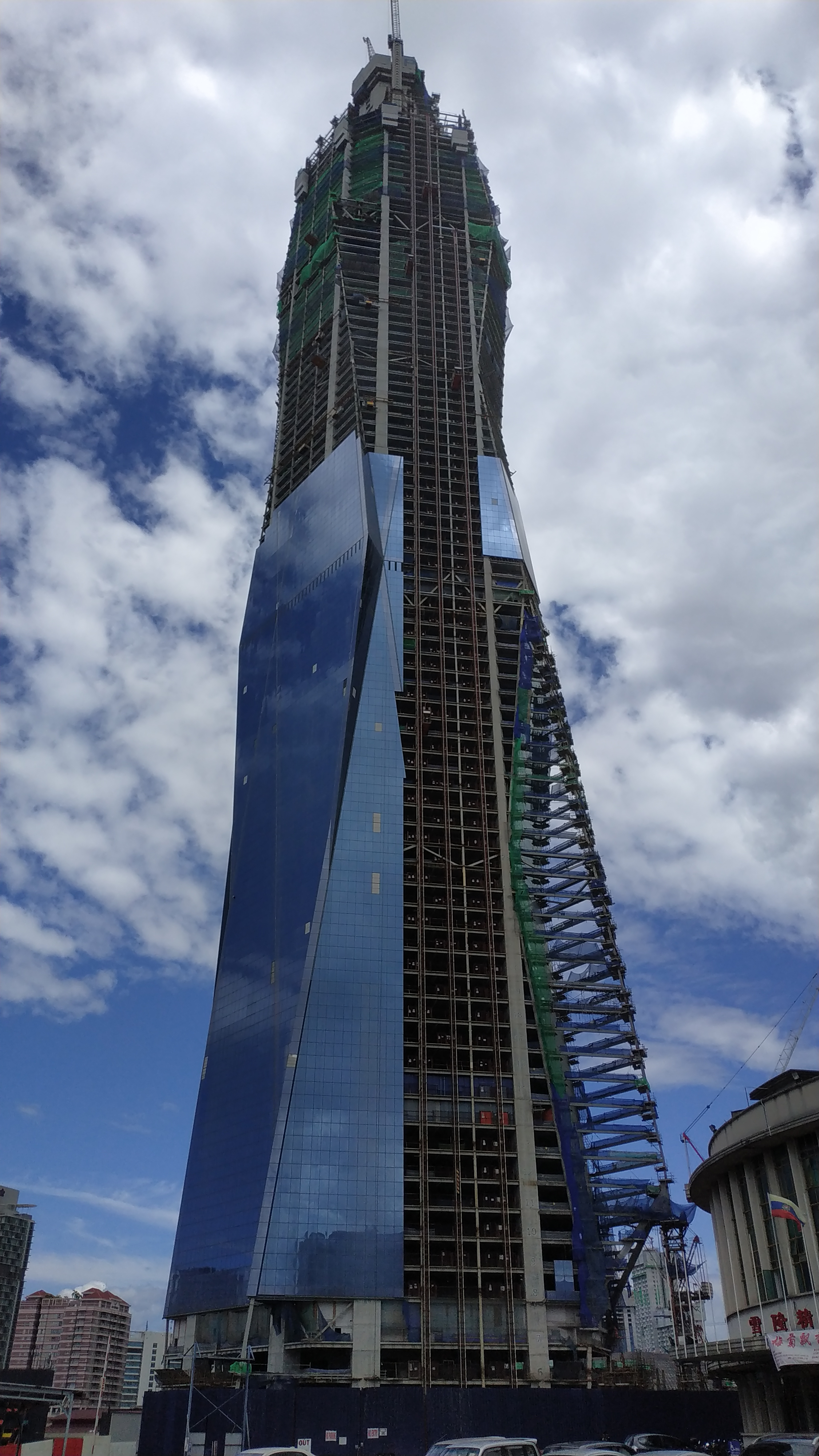
Febrero de 2020
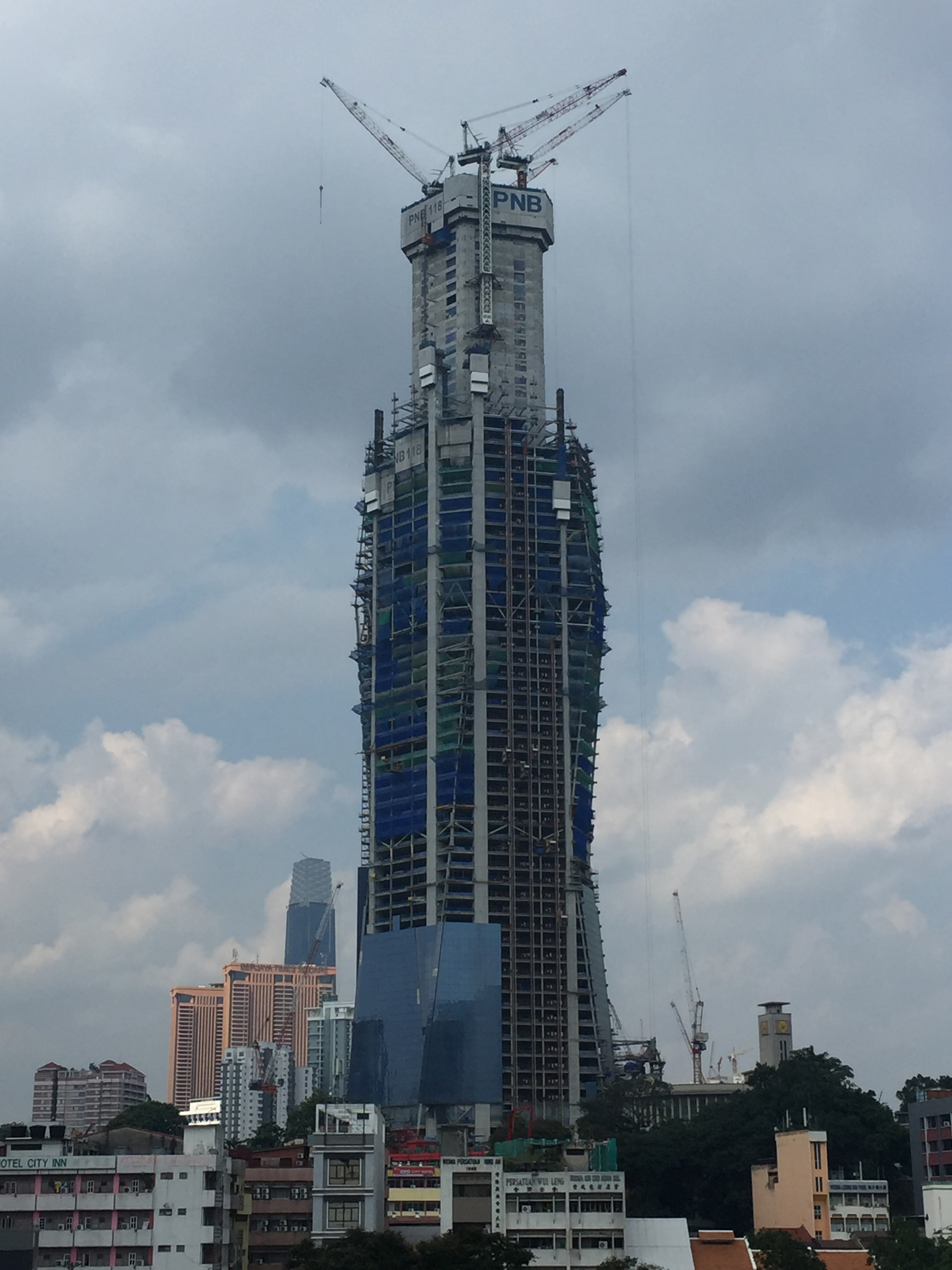
Julio de 2019
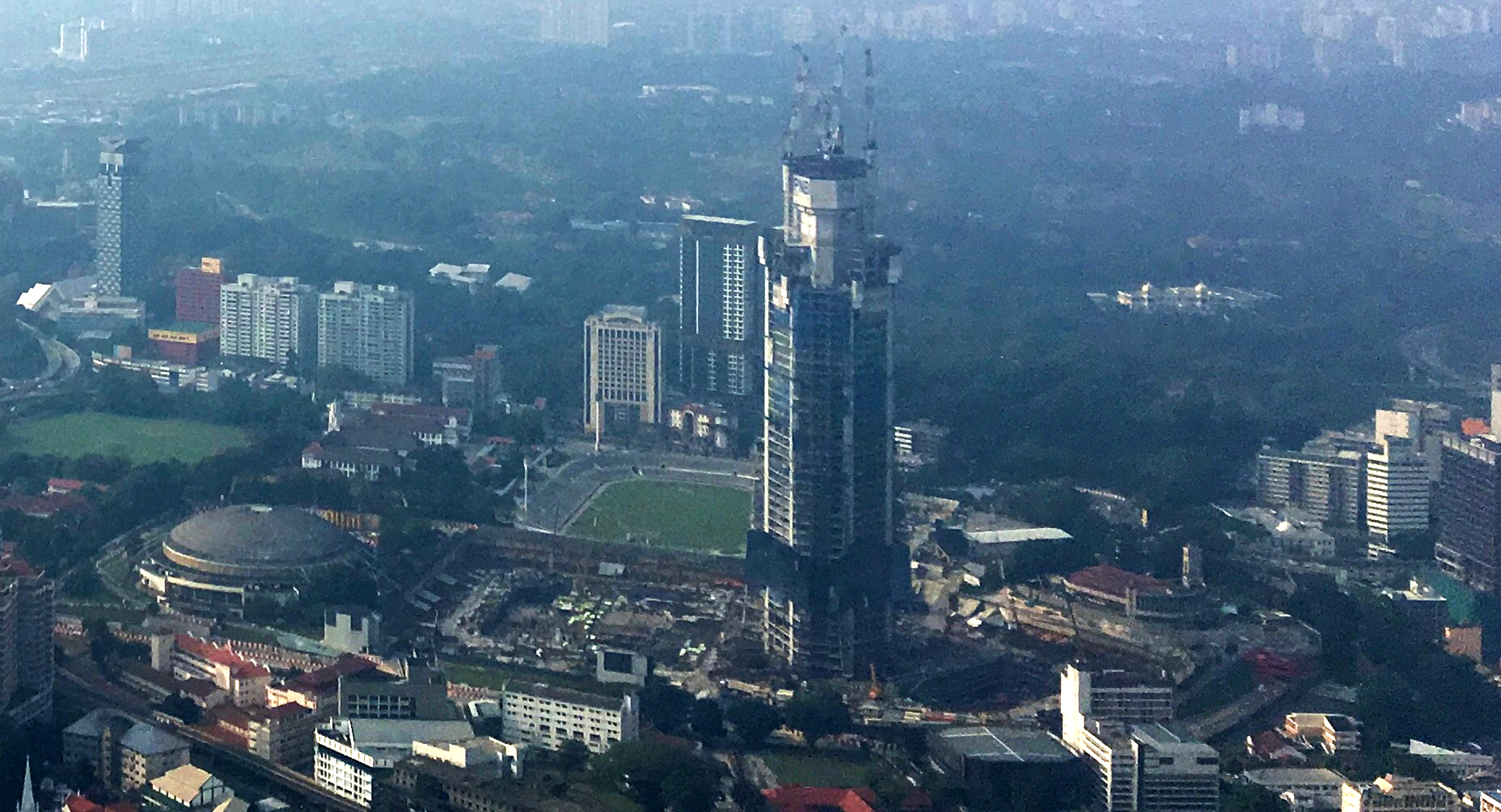
Marzo de 2019
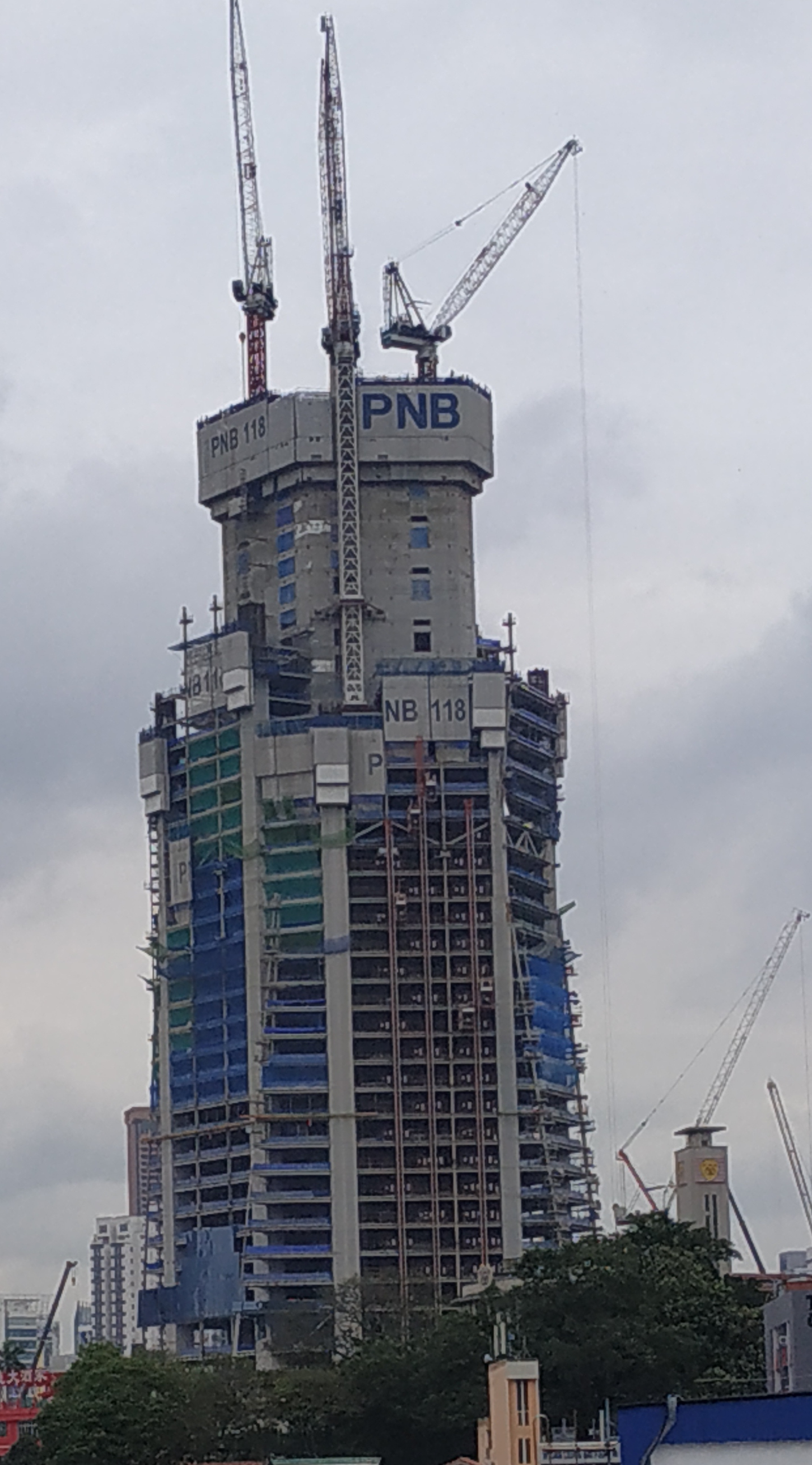
Diciembre de 2018
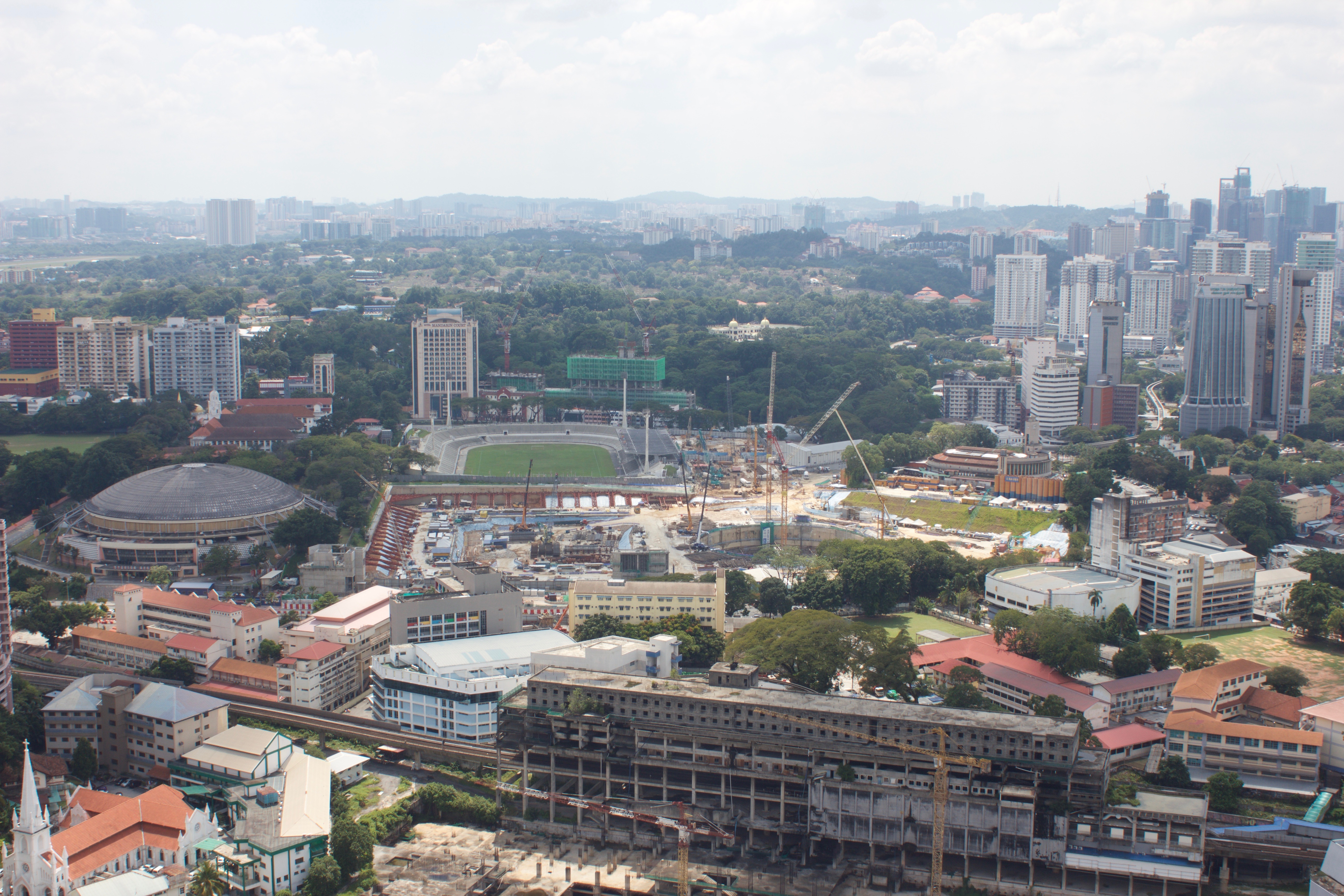
Noviembre de 2016